# Bornholms flygplats
Bornholms flygplats (IATA: RNN, ICAO: EKRN) är en flygplats 5 km från Rønne på Bornholm och är idag den enda flygplats i Danmark som drivs av danska staten. Övriga är privatägda eller kommunägda.
År 1935 beslutade representanter för Danmarks riksdag och Rønne kommun tillsammans med nuvarande SAS att inrätta en flyglinje mellan Rønne och Köpenhamn. Flygplatsen började byggas och först år 1939 kunde flyglinjen till Köpenhamn startas. Dock upphörde flygningarna bara några dagar senare på grund av den nybyggda banans tillstånd. Landningsbanan fixades under året till och därför kunde flygplatsen invigas den 16 november 1940 och på den här tiden fanns det en daglig tur till Köpenhamn. 
Flera olika flygbolag har under året flugit sträckan, bland annat tog Maersk Air över linjen 1982 vilket i sin tur togs över 2002 av Cimber Sterling som dock gick i konkurs 2012. Danish Air Transport har sedan dess flugit linjen. På sommaren finns flyg till fler danska städer och linjer till Oslo och Berlin förekommer. Charterflyg till Turkiet, Grekland och Spanien finns varje sommar.